# Медаль Червоного Хреста (Пруссія)

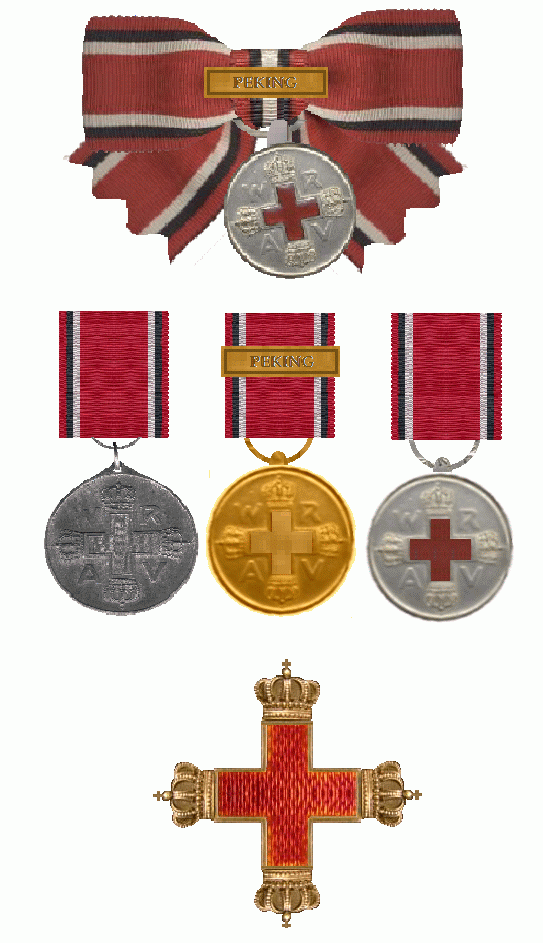
Медалі Червоного Хреста різних ступенів. На деяких медалях — застібка «Пекін»

Медаль Червоного Хреста (нім. Rote Kreuz-Medaille) — нагорода Пруссії, заснована 1 жовтня 1898 року імператором Вільгельмом II для відзначення службовців Німецького Червоного Хреста за турботу про хворих.

## Опис
Існували 3 класи нагороди.
Медаль 1-го класу — рівносторонній червоний хрест, кожен промінь якого закінчувався золотою короною. Медаль виготовлялась із позолоченого срібла і носилась на лівому боці грудей.
Медаль 2-го класу — кругла срібна медаль. На аверсі зображений червоний емалевий хрест із золотою короною на кінці кожного променя (по суті — медаль 1-го класу); між променями — літери, які є ініціалами Вільгельма II (WR — Wilhelm Rex) та його дружини Августи Вікторії (AV — Auguste Viktoria). На реверсі — вінок з дубового листя і напис FVER VERDIENSTE VM DAS ROTHE KREUZ (укр. За заслуги перед Червоним Хрестом).
Медаль 3-го класу аналогічна медалі 2-го класу, але виготовлялась із бронзи.
Медалі 2-го і 3-го класу носили на лівому боці грудей на чорно-біло червоній орденській стрічці.

## Застібки
Учасники військових експедицій, нагороджені медаллю 2-го чи 3-го класу, отримували прямокутнізастібки до орденської стрічки, на яких написані назви місць, де проходили експедиції, та роки їх проведення.
- Südafrika 1899/1900 (Південна Африка 1899/1900)
- Ostasien 1900/01(Східна Азія 1900/00)
- Charbin 1904/05 (Харбін 1904/05)
- Südwestafrika 1904/06 (Південно-Західна Африка 1904/06)
- Peking (Пекін)

## Галерея

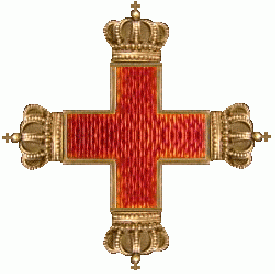
Медаль 1-го класу
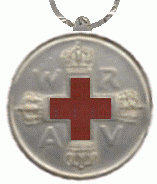
Авенрс медалі 2-го класу
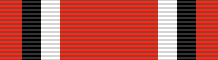
Планка медалі